# Fuzja (ekonomia)
Fuzja (ang. merger) – dobrowolne połączenie co najmniej dwóch przedsiębiorstw w jedno. Polega na wchłonięciu jednego przedsiębiorstwa przez inne lub utworzeniu z łączonych przedsiębiorstw nowego podmiotu.

## Rodzaje fuzji
- Fuzja pozioma (horyzontalna) – gdy łączące się przedsiębiorstwa produkują podobne produkty w tej samej branży. Motywami łączenia się przedsiębiorstw horyzontalnie mogą być: chęć redukcji kosztów, podniesienie efektywności, korzyści skali czy wzrost bezpieczeństwa. Skutkami tego typu fuzji są: wzrost stopnia koncentracji i wzrost siły rynkowej przedsiębiorstwa. W tej grupie wyróżnia się fuzje rozszerzające rynek i fuzje rozszerzające ofertę. Ten rodzaj fuzji głównie stosuje się w celu zwiększenia udziału w rynku, dlatego często budzi on sprzeciw organów antymonopolowych (nadużycia pozycji dominującej). Pożytecznym skutkiem tego modelu fuzji, z punktu widzenia konsumenta, może być wzrost dążenia do obniżki kosztów w sektorze, który jest wynikiem dopasowania poziomu kosztów i cen do poziomu dominującego przedsiębiorstwa w branży.

- Fuzja pionowa (wertykalna) – gdy łączą się przedsiębiorstwa zajmujące się różnymi etapami powstawania tego samego produktu. Motywem łączenia się przedsiębiorstw w sposób wertykalny jest zazwyczaj chęć zwiększenia kontroli nad etapami składowymi prowadzonej działalności gospodarczej. W tej grupie wyróżnia się fuzję pionową w górę i fuzję pionową w dół w zależności od tego, czy podmiot łączy się ze swoim dotychczasowym dostawcą (w dół), czy z dotychczasowym odbiorcą (w górę).

- Fuzja konglomeratowa – ma miejsce, gdy przedsiębiorstwa działają w innych branżach. Motywami skłaniającymi do takich fuzji mogą być: dywersyfikacja asortymentu produkcji, utworzenie wielobranżowego konglomeratu itp.

W niektórych latach liczba fuzji może być większa niż w innych. Jednym z powodów może być niska cena akcji spółek, a tym samym ich atrakcyjniejsza, niższa kapitalizacja w porównaniu do ich aktywów.
Podstawowe rodzaje operacji w procesach fuzji to MBO (Management Buy-Out), LBO (Leverage Buy-Out), LMBO (Leverage Management Buy-Out).